# Ángel Mena
Ángel Israel Mena Delgado (Guayaquil, 21 gennaio 1988) è un calciatore ecuadoriano, attaccante dell'Orense e della nazionale ecuadoriana.

## Carriera

### Nazionale
Viene convocato per la Copa América Centenario negli Stati Uniti.

## Palmarès

### Club

#### Competizioni nazionali
- Campionato ecuadoriano: 4

Emelec: 2013, 2014, 2015, 2016
- Copa MX: 1

Cruz Azul: Apertura 2018
- Campionato messicano: 1

León: Apertura 2020

#### Competizioni internazionali
- Leagues Cup: 1

León: 2021
- CONCACAF Champions League: 1

León: 2023
- Coppa Intercontinentale FIFA - Derby delle Americhe: 1

Pachuca: 2024
- Coppa Intercontinentale FIFA - Challenger Cup: 1

Pachuca: 2024